# Polynema altitudine
Polynema altitudine is een vliesvleugelig insect uit de familie Mymaridae. De wetenschappelijke naam is voor het eerst geldig gepubliceerd in 1950 door Soyka.